# Nahi-Peulh
Pour les articles homonymes, voir Nahi (homonymie).
Nahi-Peulh est une localité située dans le département de Pensa de la province du Sanmatenga dans la région Centre-Nord au Burkina Faso.

## Géographie
Constitué de centres d'habitation dispersés, Nahi-Peulh est situé à proximité du lac Nahi (à 3 km au nord-ouest), à 4 km à l'est de Guiendbila, à environ 8 km au nord-ouest du chef-lieu du département Pensa et à 50 km au nord-est de Barsalogho.

## Histoire
Le village est historiquement peuplé par les populations peules.

## Économie
L'économie de Nahi-Peulh est principalement agro-pastorale.

## Éducation et santé
Le centre de soins le plus proche de Nahi-Peulh est le centre de santé et de promotion sociale (CSPS) de Pensa tandis que le centre médical avec antenne chirurgicale (CMA) se trouve à Barsalogho et que le centre hospitalier régional (CHR) est à Kaya.
L'école primaire publique est au village de Nahi-Mossi.